# Alberto Gallego Laencuentra
Alberto Gallego Laencuentra (* 16. März 1974 in Lleida) ist ein spanischer Fußballspieler und derzeitiger -trainer.

## Sportlicher Werdegang
Gallego spielte in den 1990er und 2000er Jahren für CD Binéfar, Alcobendas CF und UD Benabarre im unterklassigen spanischen Fußball. 2009 beendete er bei UD Benabarre seine aktive Karriere und wechselte auf die Trainerbank. Später trainierte er den EFAC Almacelles, mit dem er in die Primera Catalana als höchster Amateurspielklasse Katalonien aufstieg.
2015 folgte Gallego einem Angebot von Rayo Vallecano, in der Jugendarbeit des Profiklubs zu arbeiten. 2016 entsandte ihn der Klub in die Vereinigten Staaten, wo er beim ebenfalls Rayo-Eigentümer Raúl Martín Presa gehörenden Franchise Rayo OKC zum Trainerteam gehörte. Ende 2016 stellte das Team den Spielbetrieb ein und gemeinsam mit Cheftrainer Gerard Nus kehrte er zunächst nach Spanien zurück. Im Februar 2017 kehrte er jedoch in die USA zurück, wo er unter Giovanni Savarese als Assistenztrainer von New York Cosmos arbeitete.
2018 kehrte Gallego nach Spanien zurück, wo beim Viertligisten CF Pobla de Mafumet in der Tercera División neuer Cheftrainer wurde. Der Erfolg blieb jedoch aus, so dass er durch Albert Company ersetzt wurde. Im Januar 2020 übernahm er den griechischen Klub Volos NFC, bei dem zuvor sein Landsmann Juan Ferrando tätig gewesen war. nach wenigen Wochen wurde er jedoch durch seinen griechischen Assistenten Stefanos Xirofotos ersetzt. Es folgten Engagements bei CD Ibiza Islas Pitiusas und Recreativo de Huelva, ehe er sich im Sommer 2022 als Trainer der Reservemannschaft dem FC Elche anschloss. Nach der Entlassung von Francisco Rodríguez am 5. Oktober 2022 rückte er als Interimstrainer der in der Primera División antretenden Wettkampfmannschaft auf, die auf dem letzten Tabellenplatz stand. Unter seiner Leitung holte die Mannschaft im Spiel gegen den RCD Mallorca ein 1:1-Remis, dabei hatte Ezequiel Ponce die Führung erzielt und in Unterzahl nach einer roten Karte für Lucas Boyé wurde der Ausgleich durch Vedat Muriqi per Strafstoß kassiert. Anschließend übernahm Jorge Almirón das Traineramt, während Gallego kurzzeitig auf seinen Posten in der fünften Spielklasse zurückkehrte. Auch dort war die Mannschaft in Abstiegssorgen geraten, so dass sich Ende November Klub und Gallego trennten und der bisherige Jugendtrainer Carlos Geraldo seine Nachfolge antrat.